# Vũ trụ hư cấu

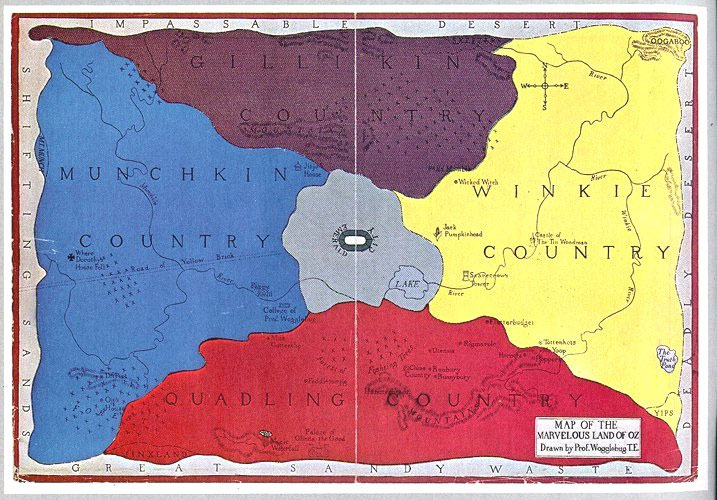
Bản đồ vùng đất của Oz, vùng đất hư cấu được lấy làm bối cảnh cho loạt sách "Oz" của L. Frank Baum.

Một vũ trụ hư cấu hay thế giới hư cấu là một bối cảnh thống nhất mà trong đó các sự kiện, cũng như những yếu tố khác, không giống với thế giới thực. Vũ trụ hư cấu có thể xuất hiện trong các tiểu thuyết, truyện tranh, phim điện ảnh, chương trình truyền hình, trò chơi điện tử cũng như những tác phẩm sáng tạo khác. Khái niệm này chủ yếu được dùng để chỉ những vũ trụ khác biệt rõ rệt so với đời thực, chẳng hạn như trong đó có hẳn những thành phố, quốc gia,hòn đảo hay thậm chí là hành tinh mới, hoặc vũ trụ đó đi ngược lại với những sự thật thông thường về thế giới và lịch sử hoặc thậm chí mọi khái niệm trong Vũ trụ hư cấu đều có thể khác hoàn toàn với toàn bộ mọi thứ trong thế giới thực, có thể vũ trụ đó chứa những khái niệm kỳ ảo hay viễn tưởng như phép thuật, Trường sinh bất tử hay du hành nhanh hơn tốc độ ánh sáng, và đặc biệt là đối với những vũ trụ mà việc xây dựng bối cảnh có chủ đích là một trong số những thứ quan trọng nhất của toàn bộ tác phẩm đó.

## Định nghĩa
Vũ trụ hư cấu được định nghĩa lần đầu tiên bởi nhà sử học về truyện tranh Don Markstein vào năm 1970 trong một bài báo trên tờ CAPA-alpha.
1. Nếu hai nhân vật A và B đã từng gặp nhau thì họ ở trong cùng một vũ trụ; nếu hai nhân vật B và C đã từng gặp nhau thì theo quan hệ bắc cầu, A và C cũng ở trong cùng một vũ trụ.
2. Các nhân vật trong vũ trụ hư cấu không thể được liên kết với nhau thông qua các nhân vật trong thế giới thực, nếu không thì có thể coi là Siêu Nhân và Bộ tứ siêu đẳng ở trong cùng một vũ trụ với nhau vì Siêu Nhân đã từng gặp John F. Kennedy, Kennedy đã từng gặp Neil Armstrong, và Armstrong đã từng gặp Bộ tứ siêu đẳng.
3. Các nhân vật không thể được liên kết với nhau thông qua các nhân vật khác "không được nhà xuất bản sáng tạo ra", nếu không thì có thể xem là Siêu Nhân và Bộ tứ siêu đẳng ở trong cùng một vũ trụ với nhau vì cả hai đều đã từng gặp Hercules.
4. Phiên bản hư cấu nhất định của các nhân vật trong thế giới thực, ví dụ như phiên bản của Jerry Lewis trong truyện The Adventures of Jerry Lewis của DC Comics, có thể được sử dụng để liên kết các nhân vật trong vũ trụ hư cấu; điều này cũng áp dụng cho phiên bản nhất định của các nhân vật hư cấu thuộc phạm vi công cộng, chẳng hạn như Hercules phiên bản Marvel Comics hay Robin Hood phiên bản DC Comics.
5. Các nhân vật chỉ được xem là đã từng gặp nhau nếu họ xuất hiện cùng nhau trong một câu truyện; do đó nếu hai nhân vật chỉ xuất hiện cùng nhau trên bìa truyện thì không có nghĩa là họ chắc chắn ở trong cùng một vũ trụ.